# Занепад брехні
«Занепад брехні» (англ. The Decay of Lying) — критичний діалог ірландського письменника Оскара Вайлда. 1891 року твір увійшов до збірника поетичних есеїв «Наміри». Есе вперше опубліковано в газеті «Дев'ятнадцяте сторіччя» у січні 1889 року.
Вайлдове есе має форму сократівського діалогу, що представлений розмовою двох персонажів — Вівіяна та Сиріла. Хоча ця розмова й має грайливу та примхливу природу, вона все-таки відображає погляди Вайлда щодо романтизму та реалізму. Вівіян читає Сирілу свою статтю, що називається «Протест проти занепаду брехні». У статті він захищає естетизм та концепцію «мистецтва заради мистецтва», розглядаючи ідею неабиякого значення художньої уяви, краси та стилю для написання істинного літературного творіння.

## Огляд
Вайлд пише, що він «захищає брехню в мистецтві», а не у сферах, де брехня слугує корисливим цілям — як це спостерігається у політиці, наприклад. Вівіян цінує «досконалу брехню», що витворена лиш уявою, брехню, яка свідчить сама за себе. Така диференціація чітко вказує на одну з чотирьох доктрин естетизму, а саме на те, що «мистецтво не виражає нічого, окрім самого себе». Воно живе своїм власним життям і підкоряється власним законам. Мистецтво ніколи не відображає дух своєї епохи, оскільки воно показує історію лиш свого власного розвитку.
Мистецтво протиставляється Вівіяном природі з «її простацтвом, грубоватістю, неймовірною одноманітністю та абсолютною незавершеністю». Мистецтво для Вайлда — форма самовираження, воно «не може вважатися зовнішнім мірилом схожісті з дійсністю; мистецтво скоріше покривало, аніж дзеркало.» Вівіян заявляє, що дійсне мистецтво засноване на брехні і що занепад мистецтва пояснюється тим, що «мистецтво брехні» виявилося забутим: «Все погане мистецтво бере початок у поверненні до життя і природи та проголошенні їх ідеалами».
Згодом Вівіян приходить до неочікуваного, але логічного парадоксу: «Життя імітує мистецтво значно частіше, аніж мистецтво — життя». Песимізм винайшов Гамлет, нігілістів вигадав Тургенєв та Достоєвський, робесп'єрів — Руссо. Життя та епоха наслідує художню вигадку. Зокрема, Вівіян переконує нас, що XIX ст. — творіння Бальзака.
Вирішальною доктриною естетизму Вівіян називає те, що «брехня, тобто оповідь чудових неправдивих історій, головна ціль мистецтва».

## Переклад українською
Журнал № 3 (20) 2012 — «ЗОЛОТА ПЕКТОРАЛЬ» [Архівовано 12 травня 2016 у Wayback Machine.], «Занепад брехні» О. Вайлда ст.74. Переклад Катерини Оніщук.